# 1990年10月13日掠地流星体
1990年10月13日，估计质量44公斤的EN131090流星体从捷克斯洛伐克和波兰上空冲进地球大气层，并在数秒后返回太空。人类极少发现此类天体活动，上一次使用科学天文仪器发现还是1972年而且只有单个地点纪录，这次是相隔一定距离的两地，这样科学家才能利用数据计算天体轨道等特征。EN131090靠近地球后轨道变化显著，质量、外层结构等物理特征也有小幅变更。

## 观测
根据捷克独立观察员，天文学家彼得·普拉韦克（Petr Pravec）、帕维尔·克拉塞克（Pavel Klásek）、露西·布利奇科瓦（Lucie Bulíčková）发布的视觉观测报告，明亮的EN131090流星体是世界时03:27:16±3出现，火球从南向北移动，持续十秒后消失。
流星体经过的大部分数据是由欧洲掠地火球观测网相机拍摄获得，这是人类历史上首次用分隔两地的相机拍到掠地火球。两处地点都装有全天候鱼眼镜头，分别在红山（Červená hora）和斯夫拉托奇（Svratouch），都是今捷克共和国境内。凭借两地数据，科学家能用几何法算出流星体轨道。
红山拍下的影像别具价值，记录火球从南地平线上方51°出现、经过天頂以西仅一度，最后在北地平线以上约19°消失的移动轨迹，跨越约110°（约60%）天空。相机配有旋转快门，每秒中断曝光12.5次并分割捕获的火球轨迹，便于科学家判断流星体速度。火球移动路线最后四度的角速度低于仪态分辨率下限。斯夫拉托奇的影像只测得约15°轨迹，从西北地平线上30°开始，拍下的火球亮度微弱，但数据仍然足以应付计算。
戈特弗雷德·克里斯滕森（Gotfred M. Kristensen）在丹麦豪德鲁普（Havdrup）用连接无线电接收机的图表记录仪发现EN131090，记录从世界时03:27:24±6开始，共持续78秒。

## 数据
与美国和加拿大上空的1972年白日大火球相比，1990年10月13日的掠地流星体非常温和。火球在捷克斯洛伐克烏赫爾布羅德北侧出现，高度103.7公里，最近时是在波兰弗罗茨瓦夫西北方向，离地球尚有98.67公里，最后在波兰波茲南北面、离地100.4公里高度消失。使用观测仪器应该还能看到火球抵达波罗的海南部上空，在110公里高空消失。
流星体的絕對星等（即天体位于观察者天顶正上方一百公里时的视星等）约为−6，从出现到消失的变化幅度不大。火球持续9.8秒，移动距离409公里，平均每秒47.74公里，而且速度也没有明显变化。捷克斯洛伐克奧德熱幽夫天文台的吉里·波罗维奇（Jiří Borovička）和兹德涅克·采普莱哈（Zdeněk Ceplecha）估计，EN131090抵达近地点时（即离地球最近时），与大气摩擦产生的减速度只有每二次方秒1.7米，速度每秒只减慢12米（不到0.03%）。估算值与奥尔森（D. W. Olson）、杜切尔（R. L. Doescher）和沃森（K. M. Watson）在西南德克萨斯州立大学采用计算机模拟得出的数值基本吻合，计算机模拟所测减速度是每二次方秒不到半米，仅靠近近地点的几秒例外。每秒仅12米的减速度，按地球参考框架计算动能比能损失为每千克50万焦耳，转变成热能（可能还有声能）。受地心引力影响，天体靠近地球后的几小时内速度矢量变化通常要用每秒多少公里为单位计量（见#轨道章节）。
计算机模拟还算出掠地火球的瞬时视星等。模拟过程从离地约250公里处开始和结束，前后都远超欧洲掠地火球观测网能够观察的时间段。流星体初使视星等只有+5.7，接下来很快变亮。软件显示摄像机拍到时流星体为−5.7视星等，近地点时−6.3视星等。此后火球逐渐暗淡，摄像机最后拍到图像时是−5.4视星等，最后计算数值是+6.0视星等，此时流星体离地257公里。程序采用简化推定计算视星等，假定流星体發光效能一直不变，所以上述数据不能保证准确。初始视星等接近肉眼观测极限。肉眼要看到+6视星等的暗淡恒星需夜间在理想大气条件下（例外距大城市至少150公里的乡村且无云层遮挡）观测，+5.7视星等亮度接近天王星。EN131090最亮时比金星最高亮度还要亮几倍。
| 参数     | 出现                                      | 近地点                                    | 消失                                      |
| -------- | ----------------------------------------- | ----------------------------------------- | ----------------------------------------- |
| 速度     | 每秒41.74公里                             | 每秒41.74公里                             | 每秒41.74公里                             |
| 高度     | 103.7公里                                 | 98.67公里                                 | 100.4公里                                 |
| 坐标     | 49°03′00″N 17°39′00″E / 49.050°N 17.650°E | 51°21′00″N 17°18′00″E / 51.350°N 17.300°E | 52°40′59″N 17°04′01″E / 52.683°N 17.067°E |
| 絕對星等 | −5.6                                      | −6.2                                      | −6.1                                      |
| 视星等   | −5.7                                      | −6.3                                      | −5.4                                      |

## 物理特征
EN131090属一类掠地火球，即普通球粒隕石。根据测得的绝对星等和速度，流星体进入地球大气层时质量为44公斤。从已知普遍球粒陨石的推积密度（H和L组普遍球粒陨石均为每立方厘米3.4±0.15克，LL组每立方厘米3.29±0.17克）可以算出流体星直径约28.5至30厘米，靠近地球期间质量损失约350克。计算机模拟显示EN131090是在100.6公里高度、欧洲掠地火球观测网摄像机拍到火球时开始损失质量，直到离地球215.7公里时止，共持续35秒。流星体表面一度熔化，远离地球后重新凝固，说明流星体表面形成典型的隕石熔凝殼。
EN131090对地球生命没有威胁，即便一直朝地面坠掉也会因温度太高在高空爆炸，只有极少数碎片可能到达地表。

## 轨道

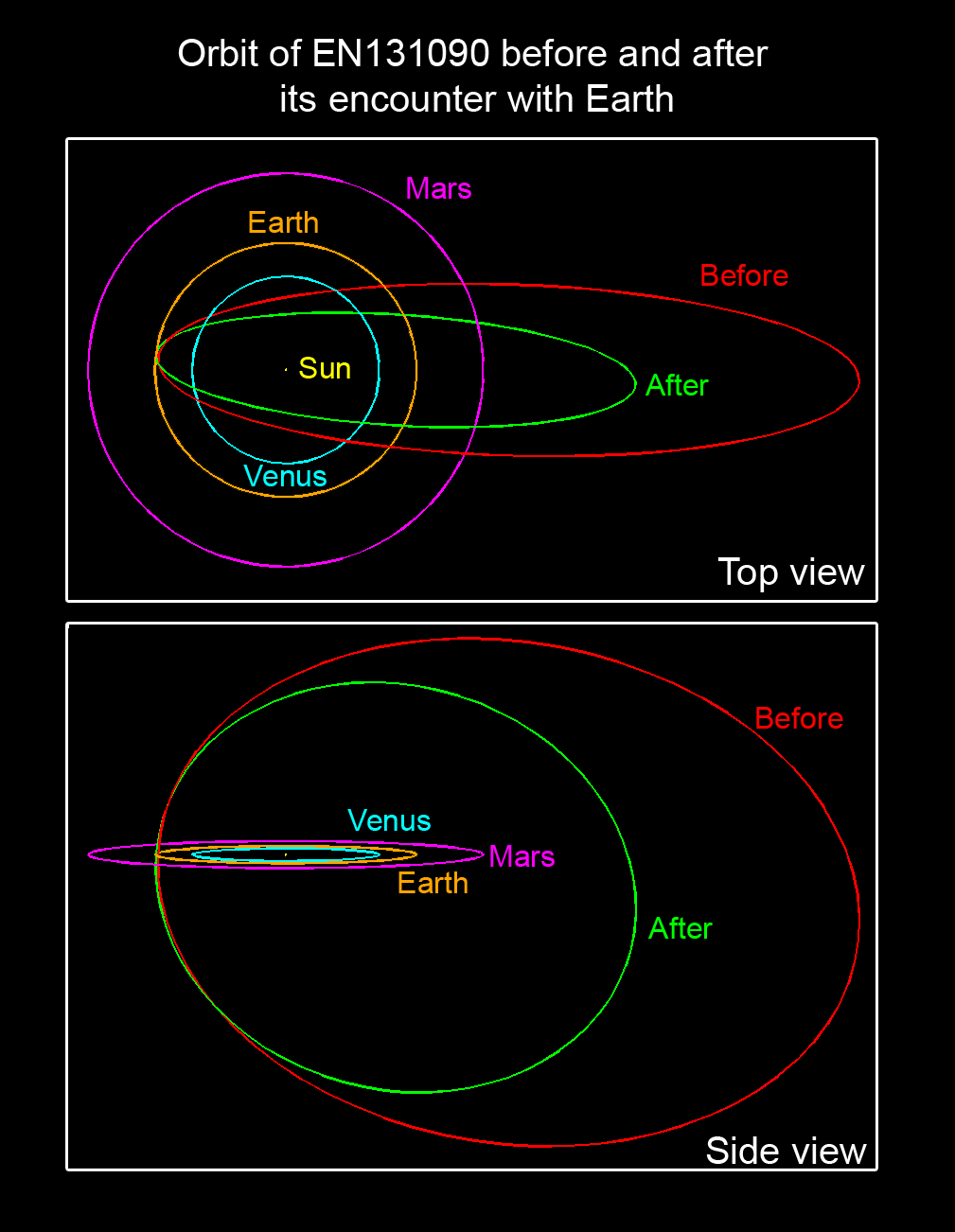
EN131090掠过地球大气层前后的轨道对比

欧洲掠地火球监测网有两台摄像机拍到EN131090，这样科学家就能计算得出流星体经过大气的轨迹，进而算出流星体进入地球大气层前后在太阳系的轨道。奧德熱幽夫天文台专门观测流星的捷克天文学家帕维尔·斯普尼（Pavel Spurný、兹德涅克·采普莱哈和吉里·波罗维奇公布计算过程。结果表明地球产生的摆力显著改变流星体轨道，导致远日点高度（轨道距太阳最远时的距离）和轨道周期与原始数值相比几乎下降一半。流星体轨道倾角起初是71.4度，远离地球后变成74.4度。
| 轨道特征   | 进入大气层前    | 离开大气层后    |
| ---------- | --------------- | --------------- |
| 半长轴     | 2.72±0.08AU     | 1.87±0.03AU     |
| 軌道離心率 | 0.64±0.01       | 0.473±0.009     |
| 近日点     | 0.9923±0.0001AU | 0.9844±0.0002AU |
| 远日点     | 4.45±0.15AU     | 2.76±0.07AU     |
| 近心點幅角 | 9.6±0.1°        | 16.6±0.2°       |
| 升交點黃經 | 19.671°         | 19.671°         |
| 軌道傾角   | 71.4±0.2°       | 74.4±0.2°       |
| 轨道周期   | 4.5±0.2年       | 2.56±0.06年     |

EN131090远离地球后的轨道周期是2.5至2.6年，地球轨道周期一年。但因数据不够精确，还无法判断下一次EN131090再度掠过地球大气层会是什么时候。

## 类似天体活动
流星体经常闯入地球大气层，但人类很少录下高层大气的掠地天体。获得验证的第一个可靠记录流星体应该是1860年7月20日掠过美国纽约州上空。部分文献把1990这次发现与1972年白日大火球相提并论，后者掠过美国犹他州和加拿大艾伯塔省，是人类科学观察和研究的第一个掠地火球。1972年的流星体质量比1990年这枚要大上千倍，近地点比1990年流星体近四十公里。科学家利用两次观测所获数据开发计算掠地火球轨迹的方法，此后用来计算2006年3月29日掠过日本上空的流星体轨迹。